# Clusia rosea
Clusia rosea,  copey, mamey silvestre,  es una especie botánica de planta con flor en la familia de las Clusiaceae. Es la más conocida de todas las Clusia por su ornamentalidad.

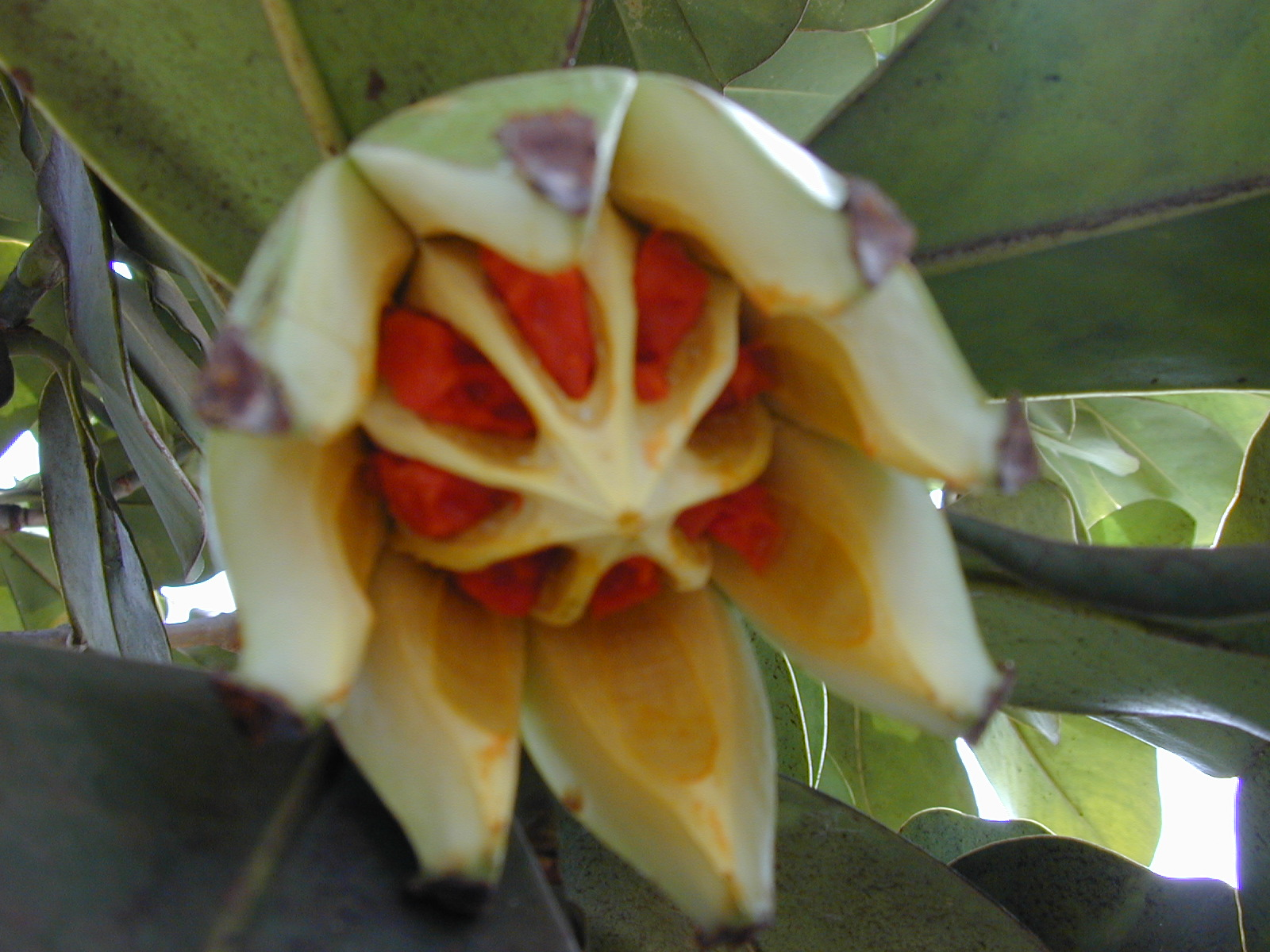
Detalle del fruto

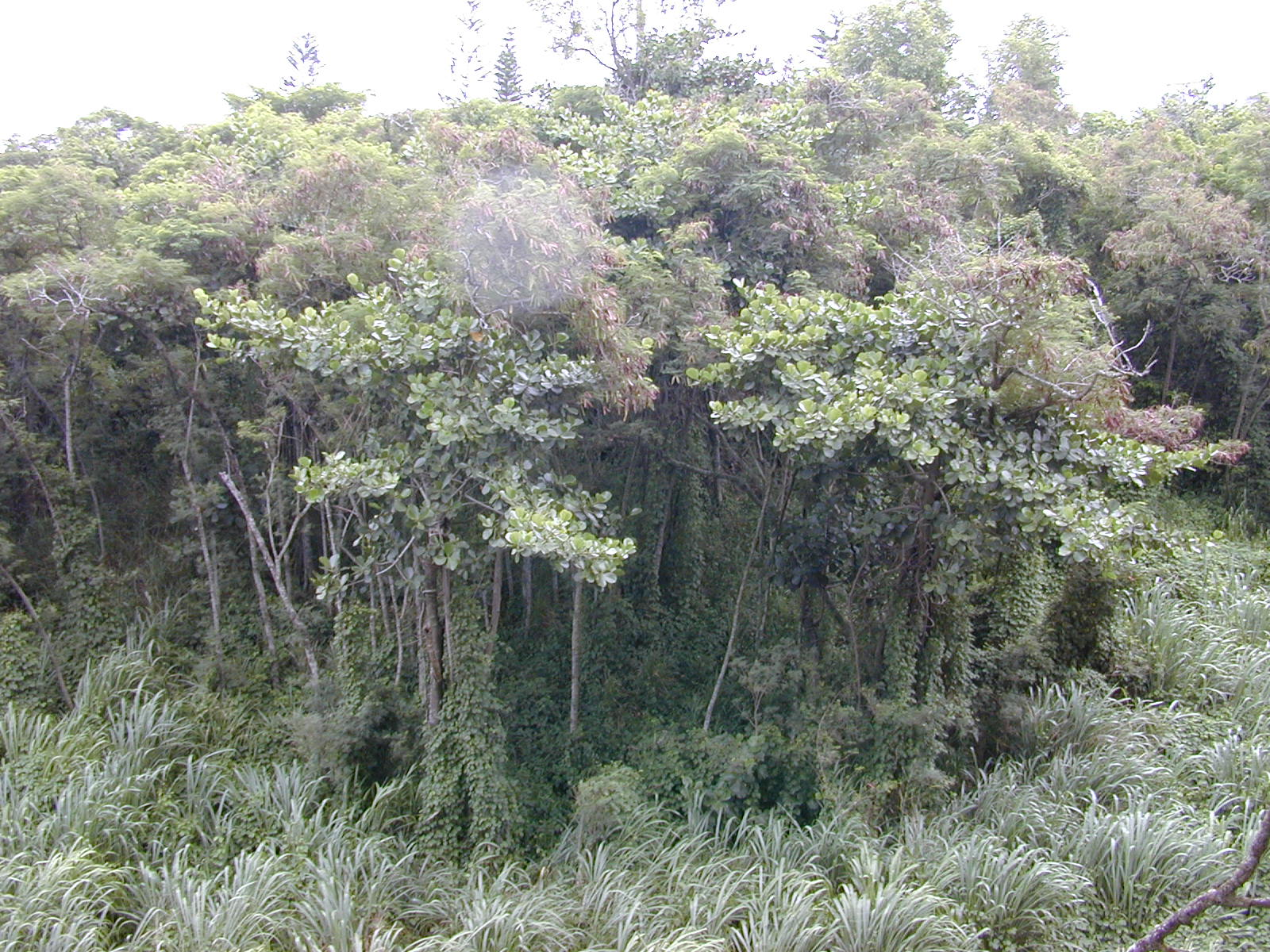
En su hábitat

## Descripción
Alcanza de 5 a 14 m de altura (raramente 20 m); en maceta no sobrepasa 1,5 m; en su área tropical endémica, solo puede alcanzar 5 dm de diámetro de tronco en 50 años. Hojas ovadas anchas, de 6-18 cm × 6-12 cm, ápice redondo, gruesas, márgenes lisos, verde oscuras en el haz y más claras en el envés. Flores de 7-10 cm de diámetro, 7-pétalos rosados a blancos. Frutos redondos de 9 cm de diámetro, de pulpa (arilo) anaranjada muy comida por aves.

## Distribución y hábitat
Es endémica del  Caribe, Bahamas, Antillas. Está amenazada por pérdida de hábitat.  Este árbol semiepífito, es dioico, y funcionalmente solo se conocen pies hembras, y sus semillas se producen por apomixis. Suele crecer sobre otros árboles, y requiere semisombra. Emite raíces aéreas y puntales. Se comporta tanto como enredadera como árbol, según el hábitat y la competencia de otras

## Ecología
Muy apto para zonas costeras marinas, por su tolerancia a la sal.

## Taxonomía
Clusia rosea fue descrita por Nikolaus Joseph von Jacquin y publicado en Enumeratio Systematica Plantarum, quas in insulis Caribaeis 34. 1760.
Sinonimia
- Clusia major L.
- Clusia retusa Poir.
- Clusia rosea var. colombiana Cuatrec.[1][2]